# Banach-Tarskis paradox

Kan ett klot delas i ett ändligt antal delar och sedan sättas ihop till två nya klot som är identiska med originalet?

Banach–Tarskis paradox är ett teorem i mängdteorin inom geometrin som påstår följande: Ett givet klot i en tredimensionell rymd, kan sönderdelas i ett ändligt antal delmängder och sedan sättas ihop igen på ett nytt sätt, så att två identiska kopior av originalet erhålls.
Det var i en artikel publicerad 1924 som Stefan Banach och Alfred Tarski påvisade följande resultat, av många betraktat som mycket förvånande:
| ” | För alla par av tredimensionella föremål A och B går det att dela upp A i ett visst antal (n stycken) bitar och genom att rotera och flytta dessa bitar bilda B (utan hål). | „ |

Satsen säger till exempel att en ärta kan delas i ändligt många bitar och sedan pusslas ihop till ett (solitt) jordklot. Teoremet har till och med uttrycks så här:
| ” | a pea can be chopped up and reassembled into the Sun | „ |

 och i översättning:
| ” | en ärta kan hackas i bitar och sedan sättas ihop till ett klot av solens storlek | „ |

Detta utgör paradoxen i Banach-Tarskis teorem. Lösningen ligger i att ”bitarna” är så komplicerade att det inte går att definiera deras volym på ett vettigt sätt. Bitarna har bland annat egenskapen att deras volym förändras när de roteras.
Till skillnad från flertalet teorem inom geometrin beror resultatet på vilket mängdteoretiskt axiom som väljs. Teoremet kan bara bevisas när urvalsaxiomet används. 